# ناويا أوتاكي
ناويا أوتاكي (باليابانية: 大瀧 直也) (11 يونيو 1984 في تسوروكا في اليابان – )؛ هو لاعب كرة قدم كان يلعب كمدافع.